# Feral Roots
Feral Roots è il sesto album in studio del gruppo rock statunitense Rival Sons, pubblicato nel 2019.

## Tracce
1. Do Your Worst – 3:30
2. Sugar on the Bone – 3:02
3. Back in the Woods – 3:32
4. Look Away – 5:19
5. Feral Roots – 5:55
6. Too Bad – 4:44
7. Stood by Me – 4:05
8. Imperial Joy – 4:09
9. All Directions – 4:29
10. End of Forever – 3:52
11. Shooting Stars – 4:20

## Formazione

### Rival Sons
- Jay Buchanan – voce, chitarra (tracce 5 e 9)
- Scott Holiday – chitarra
- Michael Miley – batteria
- Dave Beste – basso

### Musicisti addizionali
- Todd Ögren-Brooks – tastiera (3, 5-11)
- Kristen Rogers, Whitney Coleman – cori (3, 5, 7-9)
- The Nashville Urban Choir – voce (11)